# Maria Enzersdorf
Maria Enzersdorf est une commune autrichienne du district de Mödling en Basse-Autriche.

## Monuments
- Château de Liechtenstein